# موسيقى النمسا

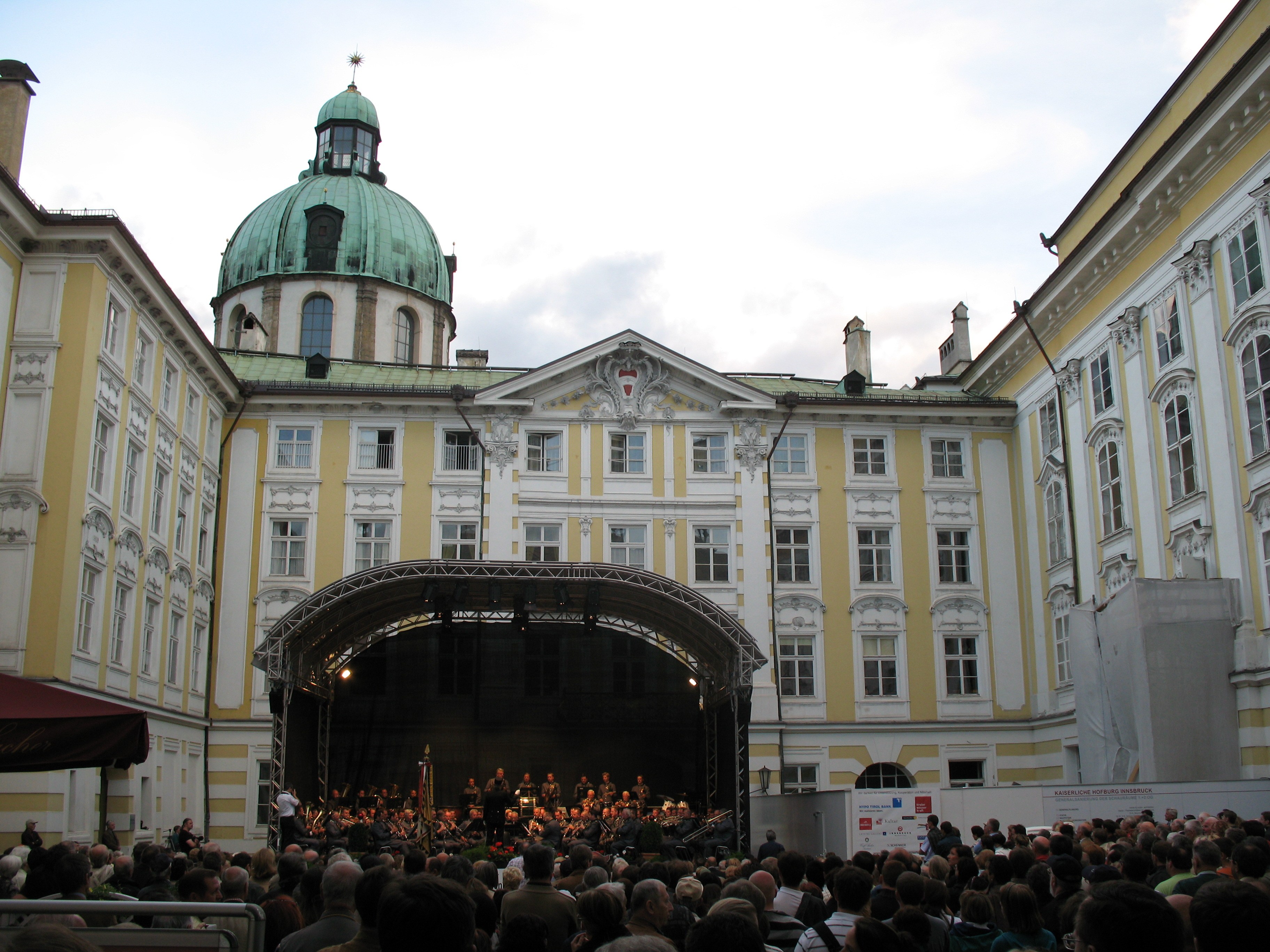

كانت فيينا تعد أهم مركز للابتكار الموسيقى في القرنين الثامن والتاسع عشر حيث أن الملحنين انجذبوا إلى تلك المدينة نظرا لرعاية عائلة هابسبورغ وجعلت فيينا عاصمة أوروبية للموسيقى الكلاسيكية. حيث جوزيف هايدن وفولفغانغ أماديوس موتسارت ولودفيج فان بيتهوفن وفرانز شوبرت ويوهان شتراوس الثاني وشوبيرا جميعهم يتشاركون بشي واحد وهو ولادتهم بدولة فيينا. وخلال الفترة الباروكية أثر السلافين والمجريون على الموسيقى الأسترالية. بدأت فيينا صعودها كمركز ثقافي في أوائل القرن السادس عشر وبدأت تتركز حول الآلات وخاصة العود.

## موسيقى البوب والروك
كان Falco أكثر الفنانين النمساويين شعبية خلال عام 1980 , حيث وصلت اغنيته «أنعشني يا أماديوس» إلى الرقم 100 في لوحة الإعلانات الساخنة عام 1986, وفاته المفاجئة عام 1998 في جمهورية الدومنيكان أعادت موسيقاه من 1980 إلى دائرة الضوء مجددا.
هنالك فئة قليلة من الموسيقيين البارزين، وبالرغم من ذلك فإن النمسا ليست أكبر مصدر لموسيقى الروك والبوب العالمية كما قدمته أيضا أوباس في مخطوطات لجميع أنحاء العالم كذلك احتلت جزءاً من النسب العالمية. في السنوات القليلة الماضية أن عدة مجموعات فرق موسيقية جابت أوروبا محققة نجاحاً تجارياً بسبب النسب العالمية. وكان من أبرزهم كريستينا ستومر التي قالت أن الذين دعمو بريان ادامز خلال جولته في أوروبا وبعض الفرق الأخرى جديرة بالشكر نظرا لمساهماتها الأخيرة. تقود الفرقة الثلاثية التي تدعى بديث ميتال الساحة الغنائية في النمسا ومن ضمنهم هلينتون ووبونقن ستيش والاوكسترا..... وغيرهم Christian Fennesz هو أحد الموسيقين الالكرونين النمساوين، وغيرهم من الموسيقين الالكترونين اللذين لقبو النمسا بالمنزل ومن بينهم دير بلوثارش النشيط في ساحة نيوفلك بالإضافة إلى ستورمبيرتشت. ولد الطبال توماس لانج في فيينا في عام 1967، ولعب مع فنانين مثل روبرت فريب، جيري هاليويل وروبي ويليام. ولا يوجد أكبر من الاندي روك في النمسا الذي قتل في جولاته العالمية النادرة بواسطة البطارايات ذات 9 فولت في فيينا.
في كل سنة من شهر أكتوبر/تشرين الثاني يقام مهرجانات ومؤتمرات في فيينا، حيث يعرض هذا المهرجان أعمال مويسقى البوب الأوروبية.

## الموسيقى الكلاسيكية المعاصرة
تعد اوكسترا فلهارمونك فيينا أشهر فرقة موسيقية كلاسيكية على مستوى العالم لأنها تتجول طوال السنة في جميع أنحاء العالم، ويقام كل عام في فيينا بالتحديد ببداية السنه حفل رأس السنه في موسيكفيرن وتعد أهم الموسيقية الكلاسيكية ذات أهمية في أوروبا.

## الموسيقى الالكترونية
هناك العديد من المشاهد الحية الموسيقى الالكترونية في النمسا، وتشمل العديد من الفنانين مثل بروف ستيلر وكودر ودورفميستر وباس الذي كان يتمتع بسمعة جيدة مع الفنانين الناجحين عالمياً مثل: Camo & Krooked وIll.Skillz بالإضافة إلى Mefjus